# Borreiros (Gondomar)
Borreiros (oficialmente San Martiño de Borreiros) es una parroquia española del municipio de Gondomar, perteneciente a la provincia de Pontevedra, en la comunidad autónoma de Galicia.

## Toponimia
El lugar puede aparecer referido como «Borreiros», «San Martiño de Borreiros» y «San Martín de Borreiros».

## Historia
Hacia mediados del siglo XIX, el lugar, por entonces referido como una feligresía, tenía contabilizada una población de 766 habitantes. Aparece descrito en el cuarto volumen del Diccionario geográfico-estadístico-histórico de España y sus posesiones de Ultramar de Pascual Madoz con las siguientes palabras:

BORREIROS (San Martin de): felig. en la prov. de Pontevedra y dióc. de Tuy (5 leg.), part. jud. de Vigo (3), y ayunt. de Gondomar (1): sit. en la falda del monte Sereijo con esposicion al NE.: su clima templado y sano: comprende los l. de Borreiros, Castro, Crucero, Guntin, Junquera, Lousado, San Martin, Olivares, Regadas y Tomadas que reunen sobre 160 casas de tosca construccion y escasas comodidades. La igl. parr. (San Martin) es única, y su curato de primer ascenso y patronato real y ordinario. El térm. confi. con Sta. Cristina de Belesar y Sta. Baya de Donas. El terreno participa de algunos valles y colinas, fertilizados por los derrames de las fuentes y vertientes de Sereijo que corren al r. Ramallosa. Los caminos son locales y malos, y el correo se recibe por Vigo. prod.: centeno, patatas, maiz, algun trigo, lino y otros frutos menores; cria ganado vacuno, lanar y de cerda: hay molinos harineros y varios telares: celebra feria mensual de ganados. pobl.: 163 vec., 766 alm. contr. con su ayunt. (V.)
(Madoz, 1846, p. 415)

En 2022, tenía empadronados 1353 habitantes.

## Patrimonio
Hay en la parroquia una iglesia de San Martín.